# Mesene deliciosa
Mesene deliciosa är en fjärilsart som beskrevs av Hans Ferdinand Emil Julius Stichel 1929. Mesene deliciosa ingår i släktet Mesene och familjen Riodinidae. Inga underarter finns listade i Catalogue of Life.